# Borelius
Borelius är ett svenskt efternamn, som enligt offentlig statistik tillgänglig i april 2017 bärs av 88 personer bosatta i Sverige.
Det finns flera svenska släkter med namnet Borelius.

## Borelius (Dingtuna socken)
Den här beskrivna släkten härstammar från Dingtuna socken i Västmanland; idag del av och strax väster om den tättbebyggda delen av Västerås kommun. Släktens äldste kände anfader kan vara Michel Nilsson (cirka 1600–1685). Hans förmodade äldste son, Nils Michelsson (1652–1718) fick sju barn, där Jonas Nilsson (1682–1748), född i Lövsta liksom sina nämnda förfäder, var den äldste sonen.
Jonas Nilsson var skattebonde och fick i sitt tredje gifte, med Brita Ersdotter, troligtvis fyra barn; kyrkböckerna från den aktuella perioden är ofullständiga. Namnet Borelius togs av makarnas äldste överlevande son, Jonas Jonsson (1721 [troligen]–1792), född i byn Boberga, och senare även av hans yngre bror Anders (1722–1762), där dock namnet Borelius ganska snart dog ut. Jonas Borelius blev sedermera komminister och vice pastor i Ramsberg. Han gifte sig med Anna Brita Boëthius från Västerås, syster till filosofen Daniel Boëthius och dotter till kyrkoherden i Grangärde, Jacobus Boëthius (sonson till Jakob Boëthius), och de fick sju barn. Släkten fortlevde med två söner, Carl Daniel Borelius som var järnhandlare i Nora, och hans bror kontraktsprosten Jacob Borelius i Skinnskatteberg. Den senare gifte sig med Ulrika Böttiger, halvsyster till akademieledamoten Carl Wilhelm Böttiger, och de fick bland annat sonen Johan Jacob Borelius, filosofiprofessor och gift med Hedvig Lönbohm, och far till Hilma Borelius.
Carl Daniel Borelius var gift med Sophia Borg och blev far till kyrkoherden i Ramnäs och Sura, Carl Jacob Borelius, gift med Matilda Lönegren, och i sin tur far till Jacques Borelius. En annan av deras söner, garvaren Fredrik Gudmund Borelius, var far till kontraktsprosten Carl Aron Borelius i Ramnäs, som var gift andra gången med Gertrud Frank (dotter till kommendören Gustaf Erik Hyltén-Cavallius) och i sin tur far till professorerna Aron Borelius och Gudmund Borelius samt folkbildaren Fredrik Borelius; den senare far till kryptoanalytikern Carl-Gösta Borelius. Gudmund Borelius var far till Anna Borelius-Brodd. Aron Borelius var far till Sven Borelius som var far till Erik Borelius. Aron Borelius var vidare farfar till Maria Borelius och Henrik Borelius.

### Släktmedlemmar
- Anna Borelius-Brodd (1925–2021), arkitekt
- Aron Borelius (1898–1984), professor i konsthistoria
- Carl-Gösta Borelius (1919–1995), kryptoanalytiker och IT-chef
- Carl J. Borelius (1754–1818), handelsman och riksdagsman
- Erik Borelius (född 1962), musiker
- Fredrik Borelius (1887–1973), folkbildare och folkhögskolerektor
- Gudmund Borelius (1889–1985), professor i fysik
- Henrik Borelius (född 1971), civilekonom och företagsledare
- Hilma Borelius (1869–1932), litteraturhistoriker och tf professor
- Jacob Borelius (1772–1851), kontraktsprost och akademiker
- Jacques Borelius (1859–1921), läkare och professor i kirurgi
- Johan Jacob Borelius (1823–1909), professor i filosofi
- Maria Borelius (född 1960), journalist, författare, företagare och politiker
- Sven Borelius (1928–2004), civilingenjör och företagsledare
- Ulrika Borelius, född Böttiger (1794–1883), prästfru och dagboksförfattare